# Bethmann-Weiher

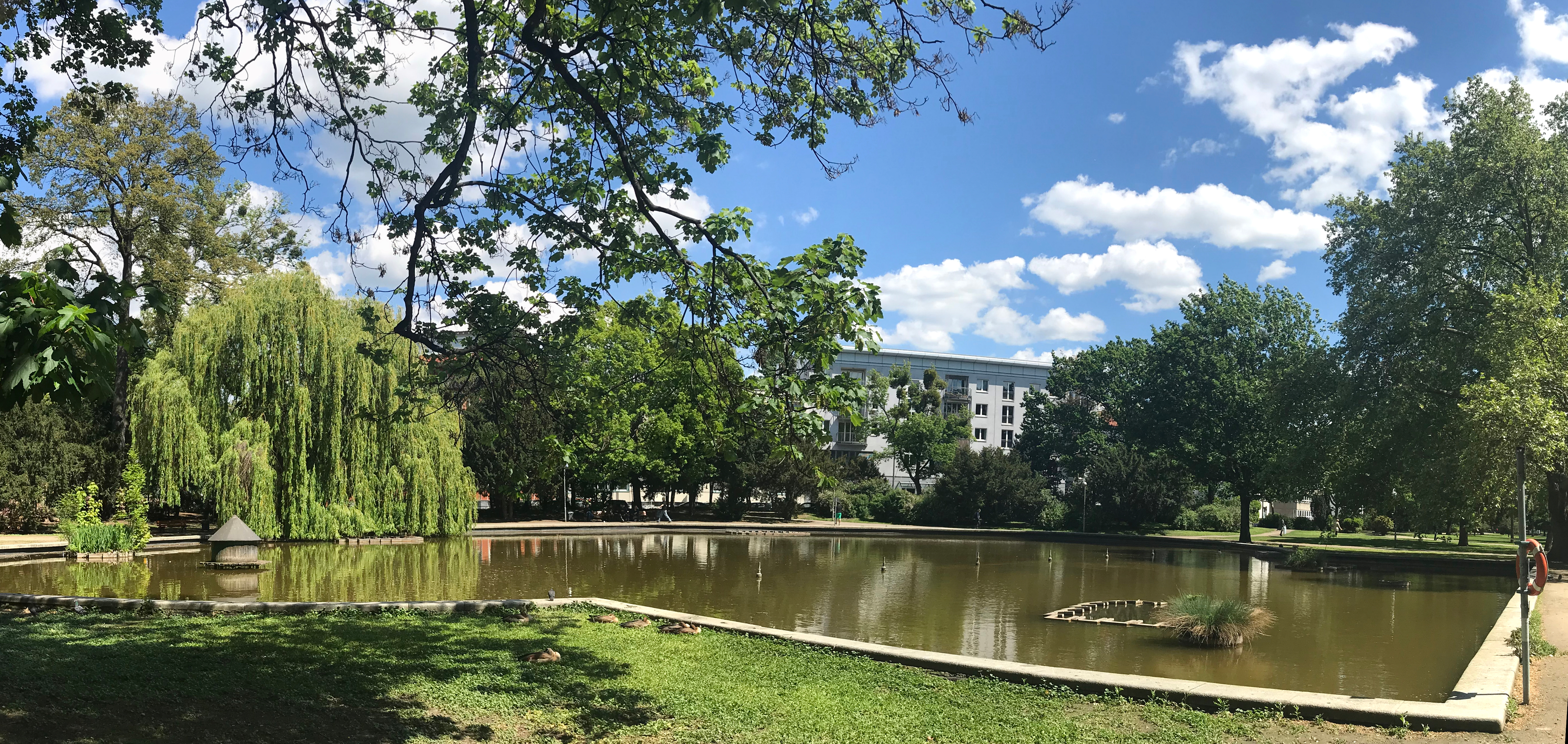
Der Bethmann-Weiher, Ansicht von Westen

Der Bethmann-Weiher (auch Bethmannweiher, Alternativname Odeonweiher) ist ein innenstädtischer Teich in Frankfurt am Main in Hessen. Das im frühen 19. Jahrhundert angelegte Stillgewässer liegt im Nordosten der Wallanlagen, eines Rings aus Parks, die den Stadtteil Frankfurt-Innenstadt umgeben. Neben dem Rechneigrabenweiher und dem Albert-Mangelsdorff-Weiher ist der Bethmann-Weiher eines von drei Gewässern in den Wallanlagen.

## Geschichte

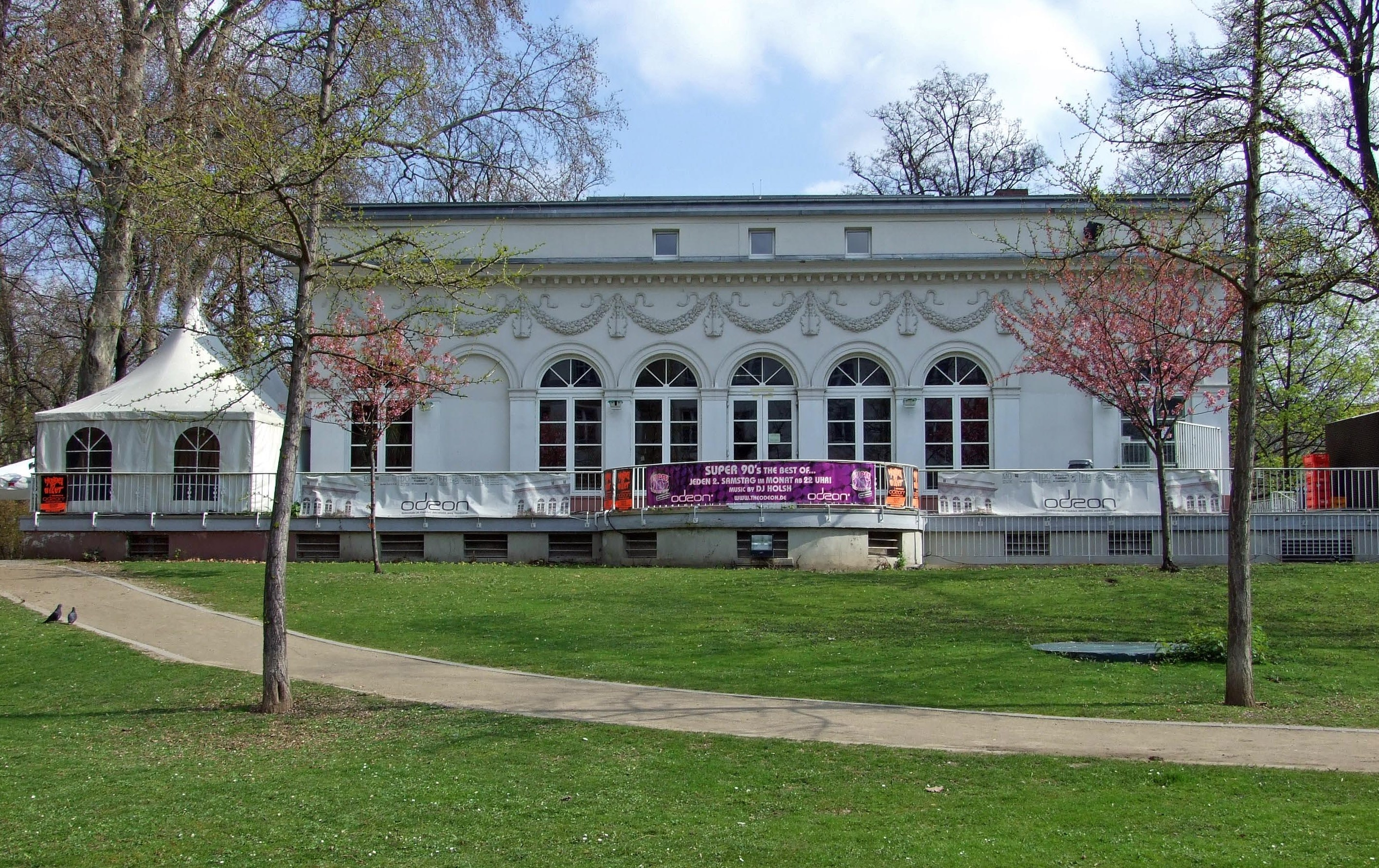
Das Café Odeon am Bethmann-Weiher, vormals Bethmannsches Museum

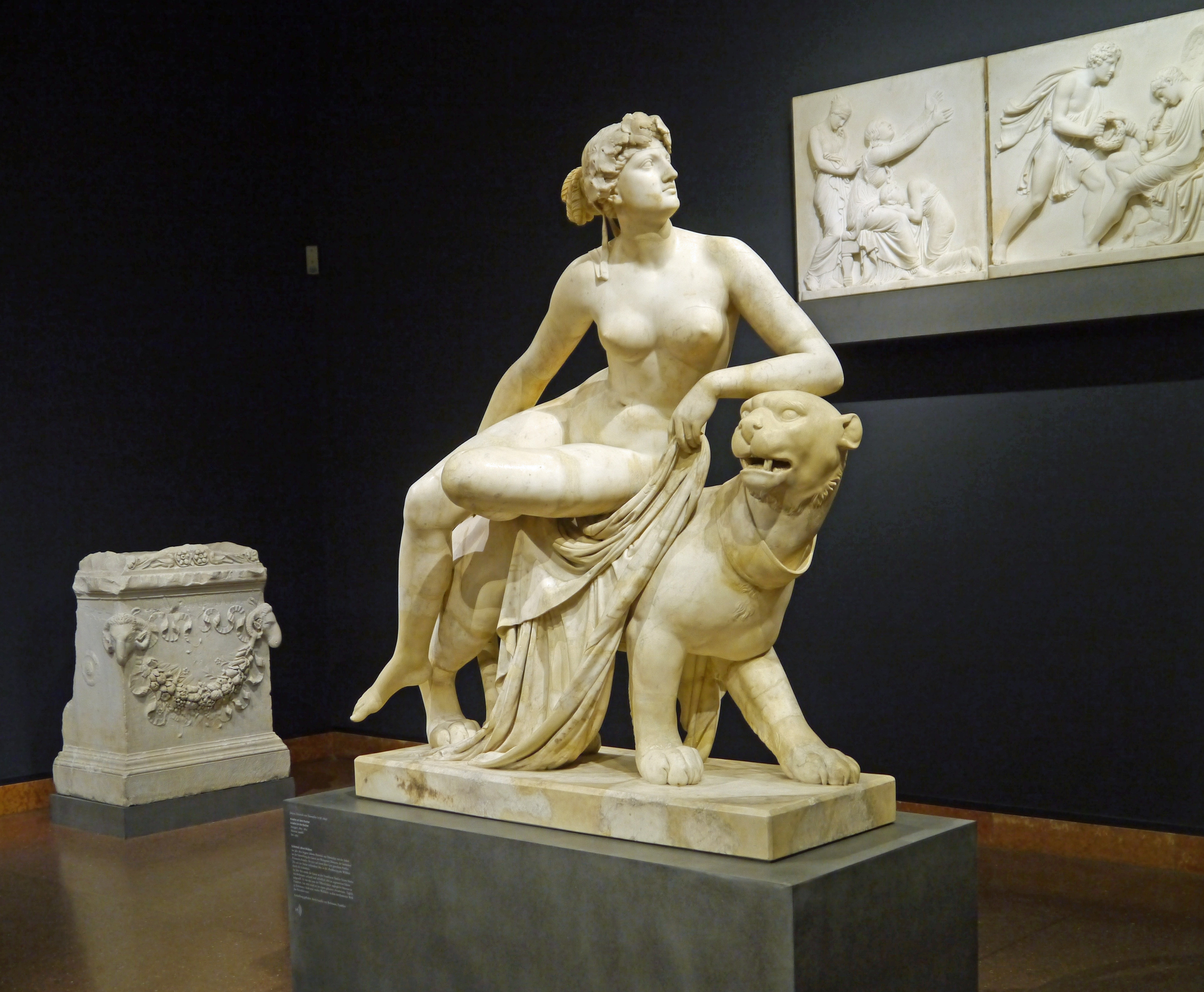
Ariadne auf dem Panther, das populärste Werk des Bethmannschen Museums

Im frühen 19. Jahrhundert hatte die Stadt die Frankfurter Stadtbefestigung schleifen lassen. Auf Initiative des leitenden Beamten Jakob Guiollett (1746–1815), der auch Baumeister der Anlagen war, wurden an deren Stelle Parks angelegt, welche die Stadt (die heutige Frankfurter Innenstadt) ringförmig umgeben – die Wallanlagen. Begüterte Frankfurter Bürger hatten die Möglichkeit, dort Grundstücke aufzukaufen, um private Parks einzurichten. Einer der Käufer war der Frankfurter Bankier und Diplomat Simon Moritz von Bethmann (1768–1826). Er ließ auf dem Gelände der Friedberger Anlage das erste für die Öffentlichkeit zugängliche Museum Frankfurts sowie umfangreiche Ziergärten einrichten, in denen unter anderem ein Teich angelegt wurde – der Bethmann-Weiher. Hauptattraktion des Museums war die Ariadne auf dem Panther von Johann Heinrich Dannecker, die zu den populärsten Skulpturen des 19. Jahrhunderts gehörte.
Im Jahr 1865 erwarb die Stadt das Bethmannsche Anwesen in der Friedberger Anlage von der Familie, um es der Öffentlichkeit zugänglich zu machen. Mit dem Bau des Frankfurter Anlagenrings, eine Ringstraße entlang der Wallanlagen, wurde das vormals zusammenhängende Bethmannsche Grundstück geteilt in den aus dem späten 18. Jahrhundert stammenden Bethmannpark und den Park Friedberger Anlage mit dem Teich. An dessen nordöstlichem Ufer wurde 1868 zu Ehren Bethmanns ein Denkmal mit Büste errichtet, gestaltet vom Bildhauer Eduard Schmidt von der Launitz.
Im Zweiten Weltkrieg diente der Bethmann-Weiher als Löschwasser-Reservoir für die Brandbekämpfung. Nach dem Krieg wurde der Teich mit einer niedrigen Sandsteinmauer eingefasst und weiter gärtnerisch gestaltet. Das benachbarte ehemalige Bethmannsche Museum, das den Krieg unbeschädigt überstanden hatte, wurde als Café Odeon neueröffnet. Um Verwechslungen mit den Teichen im Bethmann-Park zu vermeiden, erhielt der Bethmann-Weiher den Alternativnamen Odeon-Weiher.
Der Bethmann-Weiher steht ebenso wie alle übrigen Landschaftselemente der Wallanlagen unter dem besonderen Schutz der Frankfurter Wallservitut, einer dem Landschaftsschutz gewidmeten Verordnung, die städtebauliche Eingriffe in diese Grünanlagen regelt – und die solche Eingriffe mit wenigen Ausnahmen verbietet.